# Hartington (Nebraska)
Hartington es una ciudad ubicada en el condado de Cedar en el estado estadounidense de Nebraska. En el Censo de 2010 tenía una población de 1554 habitantes y una densidad poblacional de 636,95 personas por km².

## Geografía
Hartington se encuentra ubicada en las coordenadas 42°37′14″N 97°16′1″O / 42.62056, -97.26694. Según la Oficina del Censo de los Estados Unidos, Hartington tiene una superficie total de 2.44 km², de la cual 2.44 km² corresponden a tierra firme y (0%) 0 km² es agua.

## Demografía
Según el censo de 2010, había 1554 personas residiendo en Hartington. La densidad de población era de 636,95 hab./km². De los 1554 habitantes, Hartington estaba compuesto por el 99.23% blancos, el 0.13% eran afroamericanos, el 0.19% eran amerindios, el 0.06% eran asiáticos, el 0% eran isleños del Pacífico, el 0.13% eran de otras razas y el 0.26% pertenecían a dos o más razas. Del total de la población el 0.45% eran hispanos o latinos de cualquier raza.